# Gora Podlëdnaja
Gora Podlëdnaja är ett berg i Antarktis. Det ligger i Östantarktis. Australien gör anspråk på området. Toppen på Gora Podlëdnaja är 1 380 meter över havet.
Terrängen runt Gora Podlëdnaja är varierad.  Trakten är obefolkad. Det finns inga samhällen i närheten.